# Wilfried Arlt
Wilfried Arlt (* 30. März 1936 in Klein-Biesnitz) ist ein deutscher Maschinenbauer mit Schwerpunkt Schiffbau, der vor allem durch Aufbau und Leitung der Technischen Fachhochschule Wildau (später umbenannt in Technische Hochschule Wildau) in den 1990er Jahren bekannt geworden ist. 

## Leben
Nach Studium des Maschinenbaus mit Schwerpunkt Schiffbau an der TU-Berlin erste Tätigkeit bei der Stülcken-Werft in Hamburg und nachfolgend 1968 Promotion zum Dr.-Ing. an der TU-Berlin. In der Folge Tätigkeiten als Baureferendar und später Regierungsbaurat in der Typungsstelle der Wasser- und Schifffahrtsverwaltung in Hamburg. Von 1973 bis 1975 war er Dozent und später Professor an der Hochschule für Technik in Bremen, Abteilung Bremerhaven. 1991 folgte dann der Wechsel nach Wildau.

## Leistungen
Ab 1975 Beteiligung am Aufbau der neugegründeten Hochschule Bremerhaven. Dort von 1976 bis 1980 Tätigkeit als Konrektor und von 1986 bis 1991 als Rektor.
Ab 1991 Aufbau und Leitung der am Standort der dortigen Fachschule für Ingenieurwesen neu gegründeten TFH Wildau im Land Brandenburg, von 1991 bis 1995 als Gründungsrektor und von 1996 bis 1999 als Präsident. Arlt legte dabei stets besonderen Wert auf internationale Kooperationen sowie auf die enge Zusammenarbeit der Hochschule mit der Wirtschaft, sowohl bei der Ausgestaltung der Studiengänge als auch bei projektorientiertem Technologietransfer. Darüber hinaus hat er sich von Beginn an stark für berufsbegleitende Studienangebote an der TH Wildau eingesetzt.

## Mitgliedschaften, Ehrungen und Auszeichnungen
- Mitgründer (1994) und mehrere Jahre Vorstandsmitglied des Technologie- und Weiterbildungszentrums an der TFH Wildau
- Mitglied der Jury des Innovationspreises Berlin-Brandenburg (1995–2000)
- Ehrendoktorwürde der Staatlichen Technischen Universität Jaroslawl (Russland) (1998)
- Bundesverdienstkreuz am Bande (1999)[4]
- Ehrenbürger der Stadt Wildau (1999)[5]
- Vorstandsmitglied der Technologiestiftung Brandenburg (1999 bis 2009)
- Stellvertretender Vorsitzender des Kuratoriums der Stiftung zur Förderung Studierender der TFH Wildau (seit 1999)[6]
- Ehrenmitglied der Ingenieur- und Wirtschaftsakademie „Johann Beckmann“, Wismar (seit 2000)
- Ehrenmitglied des Senats der TH Wildau (seit 2001)
- Mitglied des Kuratoriums des Fraunhofer-Instituts für Angewandte Polymerforschung IAP (1995 bis 2007)
- Logistikauszeichnung des polnischen Instituts für Logistik und Lagerwirtschaft (2003)
- Medaille für besondere Verdienste um die Entwicklung der TH Wildau (2016)[7]